# Josef Matzke
Josef Matzke (* 15. Mai 1901 in Groß-Hermsdorf, Mähren; † 3. November 1979 in Neu-Ulm) war ein mährisch-deutscher katholischer Geistlicher, Heimatforscher und Kirchenhistoriker.

## Leben
Josef Matzke wurde als Sohn der Eheleute Josef und Marie Matzke geboren, die den Bauernhof Nr. 25 in Groß-Hermsdorf bewirtschafteten. Nach dem Besuch der Volksschule trat er in das Gymnasium in Kremsier ein. Als nach dem Umsturz 1918 das deutsche Gymnasium geschlossen wurde, kam er nach Freudenthal ins Knabenseminar und besuchte das dortige Realgymnasium. Die Matura legte er am 6. Juni 1921 in Freudenthal ab. 
Von 1921 bis 1925 studierte er an der theologischen Fakultät in Olmütz und empfing am 5. Juli 1925 die Priesterweihe. Seine Primiz feierte er in seiner Heimatpfarrei. Die priesterliche Laufbahn begann er als Kooperator in Krönau und Sternberg von 1925 bis 1928. Er wurde sodann von seinem Erzbischof ins Priesterseminar nach Olmütz berufen und war dort zunächst als Lektor, dann als Verwalter und ab 1933 als Vizesuperior tätig. 1931 wurde er zum Doktor der Theologie promoviert. Sein Interesse galt zwar der vergleichenden Religionswissenschaft, doch wurde ihm wegen Vakanz der kirchenrechtliche Lehrstuhl übertragen. Zu Beginn des Zweiten Weltkrieges wurde der Vorlesungsbetrieb auch an der theologischen Fakultät eingestellt. Matzke hielt dann an der Lehranstalt des Kapuzinerordens in Olmütz weiter kirchenrechtliche Vorlesungen. Die Verhältnisse in Olmütz waren aber derart, dass es nützlich erschien, dass Matzke 1938 in die Seelsorge überwechselte. Er bewarb sich um die Pfarrstelle der Propsteikirche St. Mauritz in Olmütz. Als er am 1. Mai 1940 infulierter (zum Tragen der Mitra berechtigter) Propst von St. Mauritz in Olmütz wurde, erhielt er aufgrund besonderen Privilegs vom Olmützer Weihbischof die Benediktion.
Durch die Vertreibung der deutschen Bevölkerung aus der Tschechoslowakei im Jahr 1946 kam er nach Kadeltshofen in Bayern. Dort widmete er sich ab Januar 1959 als Pfarrvikar der Seelsorge. Von 1952 bis 1972 war er Mitglied des Augsburger Diözesangerichts. 1970 erfolgte die Ernennung zum Päpstlichen Hausprälaten durch Papst Paul VI.
Neben seinen seelsorgerischen Pflichten veröffentlichte er wissenschaftliche Arbeiten und griff auch seine alte Liebhaberei, die Lokalgeschichtsforschung, in dem von ihm gegründeten heimatgeschichtlichen Arbeitskreis für das obere Schwaben wieder auf.
Matzke wurde mit der Verleihung des Bundesverdienstkreuzes sowie der Ernennung zum Ehrenbürger der Gemeinde Kadeltshofen geehrt. Die Gemeinde richtete ihrem Ehrenbürger die Feier zum goldenen Priester-Jubiläum und bei seinem 75. Geburtstag aus. Außerdem erfolgte die Benennung einer Straße (Dr.-Matzke-Straße) in einem Neubaugebiet in Kadeltshofen. 
Josef Matzke verstarb am 3. November 1979 in Neu-Ulm. Das Ehrengrab in Kadeltshofen stellte die Gemeinde zur Verfügung. Das Requiem in der Pfarrkirche zu Kadeltshofen hielt Weihbischof Müller von Augsburg unter Assistenz zahlreicher Geistlicher, vor allem aus Kreisen der Vertriebenen.

## Werk
Es sind rund 150 Buchtitel von ihm erschienen. Dazu gehören Werke über religiöse Barockdenkmäler im Ostsudetenland, Wallfahrtsorte in Böhmen, Mähren und Schlesien sowie eine vierbändige Bistumsgeschichte der Erzdiözese Olmütz. 
Neben Wissenschaft und Seelsorge widmete er sich der Heimatforschung, sowohl in seiner alten Heimat als auch in seinem späteren Wirkungskreis in Bayern. Er war Initiator und Mitarbeiter historischer Forschungen im Bereich des Gebietes Neu-Ulm, Günzburg und Krumbach. Für seine bayerische Wohngemeinde Kadeltshofen verfasste er als Heimatvertriebener eine Ortsgeschichte.

## Auszeichnungen (Auswahl)
- 1958 Verleihung des Bundesverdienstkreuzes am Bande für seine historische Heimatforschung
- 1966 Ernennung zum Ehrenbürger der Gemeinde Kadeltshofen
- Benennung einer Straße (Dr.-Matzke-Straße) in einem Neubaugebiet in Kadeltshofen
- Kulturpreisträger des Heimatverbandes Olmütz und Mittelmähren
- Verleihung des Ehrenzeichens der Odrauer Heimatgruppe

## Schriften (Auswahl)
- Mährens frühes Christentum (vor 1126). Sudetendeutsches Priesterwerk, Königstein 1969
- Das Bistum Olmütz im Hochmittelalter (1128–1281). Sudetendeutsches Priesterwerk, Königstein 1969
- Das Bistum Olmütz von 1281 bis 1578. Sudetendeutsches Priesterwerk, Königstein 1975
- Die Olmützer Fürstbischöfe (1579 bis 1776). Sudetendeutsches Priesterwerk, Königstein 1974
- Die Olmützer Erzbischöfe (ab 1777). Sudetendeutsches Priesterwerk, Königstein 1973